# Богуский, Рафал
Рафал Богуский (пол. Rafał Boguski; 9 июня 1984, Остроленка, Польша) — польский футболист, нападающий клуба «Висла» (Краков). Выступал за сборную Польши.

## Биография

### Клубная карьера
Воспитанник клуба «Ломжа». В основной команде дебютировал в 16 лет. В сезоне 2002/03 в одном из матчей против «Променя» из Моньки, забил 7 голов, 6 из голов забил в период с 50 по 73 минуту матча. В сезоне 2003/04 вместе с командой вышел в Третью лигу Польши и стал лучшим бомбардиром забив 19 голов.
17 августа 2005 года подписал контракт с краковской «Вислой», по приглашению тренера Ежи Энгеля. До конца сезона Рафал был отдан в аренду в родной клуб «Ломжа». В декабре 2005 года румынский тренер «Вислы» Дан Петреску прервал его аренду и перевёл его в основной состав. В Экстраклассе дебютировал 1 апреля 2006 года в матче против варшавской «Полонии» (2:0), Богуский вышел на 86 минуте вместо Павла Брожека. Следующий и последний матч в сезоне 2005/06 в Экстраклассе сыграл против «Легии» (1:2), Богуский вышел на 88 минуте вместо словака Марека Пенкса.
19 июля 2006 года был отдан в шестимесячную аренду в «Белхатув». В начале у Рафала были проблемы с основным составом, но тренер Орест Ленчук продлил его аренду на год. В весенней части сезона 2006/07 стал основным игроком «Белхатува», Богуский играл в основном на левом фланге полузащиты. «Белхатув» занял 2 место в чемпионате уступив только любинскому «Заглембе».
Хорошую игру Богуского заметил заметил тренер «Вислы» Мацей Скоржа и вернул его в основной состав, хотя президент «Белхатува» хотел оставить его в команде. Кроме того, Богуский сам хотел остаться в команде ещё на полгода. В сезоне 2007/08 стал основным игроком «Вислы» и также выиграл вместе с командой чемпионат Польши. В следующем сезоне забил 9 мячей и стал вторым бомбардиром после Павла Брожека, который забил 19 мячей и стал лучшим бомбардиром чемпионата вместе с Такесуре Киняма.

### Карьера в сборной
Удачная игра за «Вислу» была замечена главным тренером сборной Польши Лео Бенхаккером. В сборной дебютировал 15 декабря 2007 года в матче против Боснии и Герцеговины (1:0), Рафал вышел на 46 минуте вместо Шимона Павловского. Первый гол за Польшу забил 14 декабря 2008 года в матче против Сербии (1:0), на 53 минуте в ворота Бояна Исаиловича. 1 апреля 2009 года в матче против Сан-Марино (10:0), забил самый быстрый гол за сборную Польши за всю её историю на 23 секунде матча, всего в этом матче Рафал забил 2 гола в ворота Федерико Валентини.

## Достижения
- Чемпион Польши (3): 2007/08, 2008/09, 2010/11
- Серебряный призёр чемпионата Польши (1): 2006/07
- Чемпион Четвёртой лиги Польши (1): 2003/04